# خورشیدگرفتگی ۱۳ ژوئیه ۲۰۱۸
خورشیدگرفتگی ۱۳ ژوئیه ۲۰۱۸ (به انگلیسی: Solar eclipse of July 13, 2018) یک خورشیدگرفتگی از نوع خورشیدگرفتگی جزئی است. این خورشیدگرفتگی در تاریخ ۱۳ ژوئیه ۲۰۱۸ میلادی (‎۲۲ تیر ۱۳۹۷ خورشیدی) روی خواهد داد که زمان اوج آن، ساعت ۳:۰۲:۱۶ به‌وقت ساعت هماهنگ جهانی است.